# Ordre de bataille confédéré de la bataille d'Atlanta
L'ordre de bataille confédéré de la bataille d'Atlanta présente les unités et les commandants qui ont combattu dans l'armée du Tennessee confédérée au cours de la bataille d'Atlanta, le 22 juillet 1864. L'ordre de bataille unioniste est indiqué séparément. 
Les ordres de bataille de la première (en) et deuxième phases (en) de la campagne sont répertoriés séparément.

## Abréviations utilisées

### Grade militaire
- Général
- Lieutenant général
- Major général
- Brigadier général
- Colonel
- Lieutenant-colonel
- Commandant
- Capitaine
- Premier lieutenant

### Autre
- (b) = blessé
- mb = mortellement blessé
- † = tué
- (PDG) = capturé

## Armée du Tennessee
Général John B. Hood

### Corps de Hardee
Lieutenant général William J. Hardee
| Division                                                                                  | Brigade | Régiments et autres |
| ----------------------------------------------------------------------------------------- | --- | --- |
| Division de Bate Major général William B. Bate                                            | Orphan Brigade Brigadier général Joseph H. Lewis | - 2nd Kentucky : Colonel James W. Moss - 4th Kentucky : Lieutenant-colonel Thomas W. Thompson - 5th Kentucky : Lieutenant-colonel Hiram Hawkins - 6th Kentucky : Colonel Martin H. Cofer - 9th Kentucky : John W. Caldwell |
| Division de Bate Major général William B. Bate                                            | Brigade de Floride Brigadier général Jesse J. Finley | - 1st-3rd Florida : Capitaine Matthew Strain - 1st Florida Cavalry (démontée)-4th Florida Infantry : Lieutenant-colonel Edward Badger - 6th Florida : Lieutenant-colonel Daniel L. Kenan - 7th Florida : Lieutenant-colonel Robert Bullock |
| Division de Bate Major général William B. Bate                                            | Brigade de Tyler Brigadier général Thomas B. Smith | - 37th Georgia : Lieutenant-colonel Joseph T. Smith - 4th Georgia Sharpshooters Battalion : Commandant Theodore D. Caswell - 15th-37th Tennessee : Lieutenant-colonel R. Dudley Frayser (b), Capitaine Matthew Dwyer - 20th Tennessee : Lieutenant-colonel William M. Shy - 30th Tennessee : Lieutenant-colonel James J. Turner |
| Division de Walker Major général William H.T. Walker (†) Brigadier général Hugh W. Mercer | Brigade de Gist Brigadier général States Rights Gist (b) Colonel James McCullough                                                                        | - 46th Georgia : Commandant Samuel J.C. Dunlop - 8th Georgia Battalion : Lieutenant-colonel Zachariah L. Watters - 16th South Carolina : Colonel James McCullough, Capitaine John W. Boling - 24th South Carolina : Colonel Ellison Capers (b), Lieutenant-colonel Jesse S. Jones |
| Division de Walker Major général William H.T. Walker (†) Brigadier général Hugh W. Mercer | Brigade de Mercer Brigadier général Hugh W. Mercer Colonel William Barkuloo Lieutenant-colonel Morgan Rawls (b) Lieutenant-colonel Cincinnatus S. Guyton | - 1st Georgia Volunteers : Colonel Charles H. Olmstead (b), Commandant Martin J. Ford - 54th Georgia : Lieutenant-colonel Morgan Rawls, Capitaine Thomas W. Brantley - 57th Georgia : Colonel William Barkuloo, Lieutenant-colonel Cincinnatus S. Guyton - 63rd Georgia : Commandant Joseph V.H. Allen |
| Division de Walker Major général William H.T. Walker (†) Brigadier général Hugh W. Mercer | Brigade de Stevens Colonel George A. Smith (b) Colonel J. Cooper Nisbet (PDG) Colonel William J. Winn                                                    | - 1st Georgia : Capitaine William J. Whitsitt - 25th Georgia : Colonel William J. Winn, Commandant A.W. Smith - 29th Georgia : Capitaine John W. Turner - 30th Georgia : Lieutenant-colonel James S. Boynton - 66th Georgia : Colonel J. Cooper Nisbet, Capitaine Thomas L. Langston - 1st Georgia Sharpshooters Battalion : Commandant Arthur Shaaf |
| Division de Cleburne Major général Patrick R. Cleburne                                    | Brigade de Govan Brigadier général Daniel C. Govan | - 1st-15th Arkansas : Lieutenant-colonel William H. Martin (b), Capitaine Felix G. Lusk - 2nd-24th Arkansas : Colonel Elisha Warfield (b), Lieutenant-colonel Eldridge G. Brasher (b), Commandant Amzi T. Meek - 5th-13th Arkansas : Colonel John E. Murray †, Colonel Peter V. Green - 6th-7th Arkansas : Colonel Samuel G. Smith (b) Lieutenant-colonel Fester J. Cameron (b), Commandant William F. Douglass (b), Capitaine J.T. Robinson - 8th-19th Arkansas : Colonel George F. Baucum (b), Lieutenant-colonel Anderson Watkins †, Lieutenant-colonel Augustus S. Hutchinson (b), Commandant David H. Hamiter - 3rd Confederate : Capitaine Mumford H. Dixon |
| Division de Cleburne Major général Patrick R. Cleburne                                    | Brigade de Gransbury Brigadier général James A. Smith (b) Lieutenant-colonel Robert B. Young                                                             | - 7th Texas : Capitaine J. William Brown - 10th Texas : Colonel Roger Q. Mills (b), Lieutenant-colonel Robert B. Young, Capitaine John A. Formwalt - 6th-15th Texas Cavalry (démonté) : Capitaine Steven E. Rice (PDG), Premier lieutenant Thomas L. Flynt - 17th-18th Texas Cavalry (démonté) : Capitaine George D. Manion (b), Capitaine William H. Perry - 24th-25th Texas Cavalry (démonté) : Commandant William A. Taylor - 5th Confederate : Commandant Richard J. Person (PDG), Capitaine Aaron A. Cox |
| Division de Cleburne Major général Patrick R. Cleburne                                    | Brigade de Lowrey Brigadier général Mark P. Lowrey | - 5th Mississippi : Lieutenant-colonel John B. Herring - 8th Mississippi : Colonel John C. Wilkinson †, Capt H.W. Crook (b) - 32nd Mississippi : Colonel William H.H. Tison (b) - 3rd Mississippi Battalion : Lieutenant-colonel John D. Williams (PDG), Capitaine Thomas P. Connor - 16th Alabama : Lieutenant-colonel Frederick A. Ashford - 33rd Alabama : Lieutenant-colonel Robert F. Crittenden - 45th Alabama : Colonel Harris D. Lampley (b) & (PDG) Lieutenant-colonel Robert H. Abercrombie |
| Division de Cheatham Brigadier général George E. Maney                                    | Brigade de Maney Colonel Francis M. Walker (†) | - 1st-27th Tennessee : Lieutenant-colonel John L. House - 6th-9th Tennessee : Colonel George C. Portor - 19th Tennessee : Commandant James G. Deadrick - 50th Tennessee : Colonel Stephen H. Colms - 4th Confederate (Tennessee): Lieutenant-colonel Oliver A. Bradshaw |
| Division de Cheatham Brigadier général George E. Maney                                    | Brigade de Strahl Brigadier général Otho F. Strahl (b) Lieutenant-colonel James D. Tillman                                                               | - 4th-5th Tennessee : Commandant Henry Hampton - 24th Tennessee : Colonel John A. Wilson (b), Lieutenant-colonel Samuel E. Shannon - 31st Tennessee: Lieutenant-colonel Fountain E.P. Stafford - 33rd Tennessee : Lieutenant-colonel Henry C. McNeill - 41st Tennessee: Lieutenant-colonel James D. Tillman, Commandant T.G. Miller (b), Capitaine A.M. Keith |
| Division de Cheatham Brigadier général George E. Maney                                    | Brigade de Vaughan Colonel Michael Magevney, Jr. | - 11th Tennessee : Colonel George W. Gordon - 12th-47th Tennessee : Colonel William M. Watkins - 13th-154th (Senior) Tennessee : Commandant William J. Crook - 29th Tennessee : Colonel Horace Rice |
| Division de Cheatham Brigadier général George E. Maney                                    | Brigade de Wright Colonel John C. Carter | - 8th Tennessee : Colonel John H. Anderson - 16th Tennessee : Capitaine Benjamin Randals - 28th Tennessee : Lieutenant-colonel David C. Crook - 38th Tennessee : Lieutenant-colonel Andrew D. Gwynne (PDG), Commandant Hamilton W. Cotter - 51st-52nd Tennessee : Lieutenant-colonel John W. Estes |

### Corps de Hood
Major général Benjamin F. Cheatham
| Division                                                | Brigade                                                                   | Régiments et autres |
| ------------------------------------------------------- | ------------------------------------------------------------------------- | --- |
| Division de Stevenson Major général Carter L. Stevenson | Brigade de Brown Colonel Joseph B. Palmer                                 | - 3rd Tennessee : Lieutenant-colonel Calvin J. Clack - 18th Tennessee : Lieutenant-colonel William R. Butler - 26th Tennessee : Colonel Richard M. Saffell - 32nd Tennessee : Capitaine Thomas D. Deavenport - 45th Tennessee-23rd Tennessee Battalion : Colonel Anderson Searcy                                                                                       |
| Division de Stevenson Major général Carter L. Stevenson | Brigade de Cumming Brigadier général Alfred Cumming                       | - 2nd Georgia State Troops : Colonel James Wilson - 34th Georgia : Commandant John M. Jackson - 36th Georgia : Commandant Charles E. Broyles - 39th Georgia : Capitaine J. W. Cureton - 56th Georgia : Colonel E. P. Watkins |
| Division de Stevenson Major général Carter L. Stevenson | Brigade de Pettus Brigadier général Edmund W. Pettus                      | - 20th Alabama : Colonel James M. Dedman - 23rd Alabama : Lieutenant-colonel Joseph B. Bibb - 30th Alabama : Colonel Charles M. Shelley - 31st Alabama : Commandant George W. Mattison - 46th Alabama : Commandant George E. Brewer |
| Division de Stevenson Major général Carter L. Stevenson | Brigade de Reynold Brigadier général Alexander W. Reynolds                | - 58th North Carolina : Capitaine Alfred T. Stewart - 60th North Carolina : Colonel Washington M. Hardy - 54th Virginia : Lieutenant-colonel John J. Wade - 63rd Virginia : Capitaine David O. Rush |
| Division de Hindman Brigadier général John C. Brown     | Brigade de Deas Colonel John G. Coltart                                   | - 19th Alabama : Lieutenant-colonel George R. Kimbrough - 22nd Alabama : Colonel Benjamin R. Hart - 25th Alabama : Capitaine Napoleon B. Rouse - 39th Alabama : Lieutenant-colonel William C. Clifton (b), Capitaine T. J. Branon - 50th Alabama : Capitaine George W. Arnold - 17th Alabama Sharpshooters Battalion : Capitaine James F. Nabors                       |
| Division de Hindman Brigadier général John C. Brown     | Brigade de Manigault Brigadier général Arthur Middleton Manigault         | - 10th South Carolina : Colonel James F. Pressley - 19th South Carolina : Commandant James L. White (b), Capitaine Elijah W. Horne - 24th Alabama : Colonel Newton N. Davis - 28th Alabama : Lieutenant-colonel William L. Butler - 34th Alabama : Colonel Julius C. B. Mitchell                                                                                       |
| Division de Hindman Brigadier général John C. Brown     | Brigade de Tucker Colonel Jacob H. Sharp                                  | - 7th Mississippi : Colonel William H. Bishop - 9th Mississippi : Lieutenant-colonel Benjamin F. Johns - 10th Mississippi : Lieutenant-colonel George B. Myers - 41st Mississippi : Colonel J. Byrd Williams - 44th Mississippi : Lieutenant-colonel R. G. Kelsey - 9th Mississippi Sharpshooters Battalion : Commandant William C. Richards                           |
| Division de Hindman Brigadier général John C. Brown     | Brigade de Walthall Colonel Samuel Benton (mb) Colonel William F. Brantly | - 24th-27th Mississippi : Colonel Robert P. McKelvaine - 29th-30th Mississippi : Lieutenant-colonel James M. Johnson - 34th Mississippi : Capitaine T. S. Hubbard |
| Division de Clayton Major général Henry D. Clayton      | Brigade de Baker Colonel John H. Higley                                   | - 37th Alabama : Lieutenant-colonel Alexander A. Greene - 40th Alabama : Commandant Ezekiah S. Gulley - 42nd Alabama : Capitaine Robert K. Wells - 54th Alabama : Lieutenant-colonel John A. Minter |
| Division de Clayton Major général Henry D. Clayton      | Brigade de Holtzclaw Colonel Bushrod Jones                                | - 18th Alabama : Lieutenant-colonel Peter F. Hunley - 32nd-58th Alabama: Capitaine John A. Avirett - 36th Alabama : Lieutenant-colonel Thomas H. Herndon - 38th Alabama : Commandant Shep Ruffin (b), Premier lieutenant John C. Dumas |
| Division de Clayton Major général Henry D. Clayton      | Brigade de Gibson Brigadier général Randall L. Gibson                     | - 1st Louisiana Regulars : Capitaine W. H. Sparks - 4th Louisiana: - 13th Louisiana : Colonel Francis L. Campbell - 16th-25th Louisiana : Lieutenant-colonel Robert H. Lindsay - 19th Louisiana : Colonel Richard W. Turner - 20th Louisiana : Colonel Leon Von Zinken - 30th Louisiana : - 14th Louisiana (Austin's) Sharpshooters Battalion : Commandant Duncan Buie |
| Division de Clayton Major général Henry D. Clayton      | Brigade de Stovall Colonel Abda Johnson                                   | - 1st Georgia State Line : Lieutenant-colonel John M. Brown (mb), Capitaine Albert Howell - 40th Georgia : Capitaine John F. Groover - 41st Georgia : Commandant Mark S. Nall - 42nd Georgia : Capitaine Lovick P. Thomas - 43rd Georgia : Commandant William C. Lester - 52nd Georgia : Capitaine Rufus R. Asbury                                                     |

### Milice de l'État de Géorgie
| Division                                                                            | Brigade                                                 | Regiments and Others |
| ----------------------------------------------------------------------------------- | ------------------------------------------------------- | --- |
| Première division de la milice de l'État de Géorgie Major général Gustavus W. Smith | Première brigade Brigadier général Reuben W. Carswell   | - 1st Georgia Militia : Colonel Edward H. Pottle - 2nd Georgia Militia : Colonel James Stapleton - 3rd Georgia Militia : Colonel Q. M. Hill  |
| Première division de la milice de l'État de Géorgie Major général Gustavus W. Smith | Deuxième brigade Brigadier général Pleasant J. Philips  | - 4th Georgia Militia : Colonel James N. Mann - 5th Georgia Militia : Colonel S. S. Stafford - 6th Georgia Militia : Colonel J. W. Burney    |
| Première division de la milice de l'État de Géorgie Major général Gustavus W. Smith | Troisième brigade Brigadier général Charles D. Anderson | - 7th Georgia Militia : Colonel Abner Redding - 8th Georgia Militia : Colonel William B. Scott - 9th Georgia Militia : Colonel J. M. Hill    |
| Première division de la milice de l'État de Géorgie Major général Gustavus W. Smith | Quatrième brigade Brigadier général Henry K. McCay      | - 10th Georgia Militia : Colonel C. M. Davis - 11th Georgia Militia : Colonel William T. Toole - 12th Georgia Militia : Colonel Richard Sims |

### Corps de cavalerie
Major général Joseph Wheeler
| Division                                           | Brigade                                                  | Regiments and Others |
| -------------------------------------------------- | -------------------------------------------------------- | --- |
| Division de Martin Major général William T. Martin | Brigade d'Allen Brigadier général William Wirt Allen     | - 1st Alabama Cavalry : Lieutenant-colonel D. T. Blakely - 3rd Alabama Cavalry : Colonel James Hagan - 4th Alabama Cavalry : Colonel Alfred A. Russell - 7th Alabama Cavalry : Capitaine George Mason - 51st Alabama Cavalry : Colonel M. L. Kirkpatrick - 12th Alabama Cavalry Battalion : Capitaine Warren S. Reese |
| Division de Martin Major général William T. Martin | Brigade d'Iverson Brigadier général Alfred Iverson       | - 1st Georgia Cavalry : Colonel Samuel W. Davitte - 2nd Georgia Cavalry : Colonel Charles C. Crews - 3rd Georgia Cavalry : Colonel Robert Thompson - 4th Georgia Cavalry : Colonel Isaac W. Avery - 6th Georgia Cavalry : Colonel John R. Hart                                                                        |
| Division de Martin Major général William T. Martin | Brigade de Ferguson Brigadier général Samuel W. Ferguson | - 2nd Alabama Cavalry : Lieutenant-colonel John N. Carpenter - 53rd Alabama Cavalry : Colonel William Boyles - 9th Mississippi Cavalry : Colonel Horace H. Miller - 11th Mississippi Cavalry : Colonel Robert O. Perrin - 12th Mississippi Cavalry Battalion : Colonel William M. Inge                                |